# Crème aigre

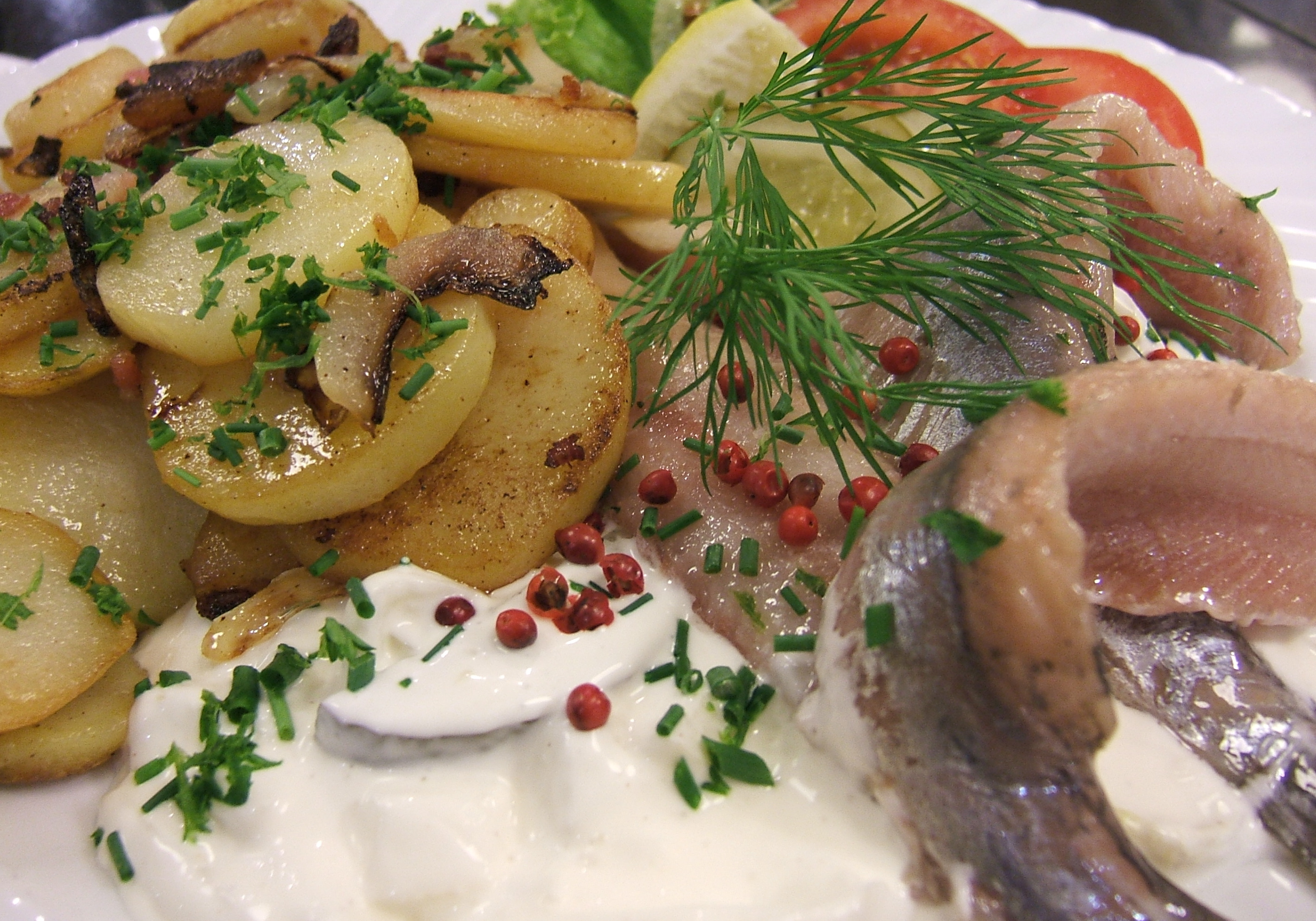
Hareng, pommes de terre frites, oignon et crème aigre.

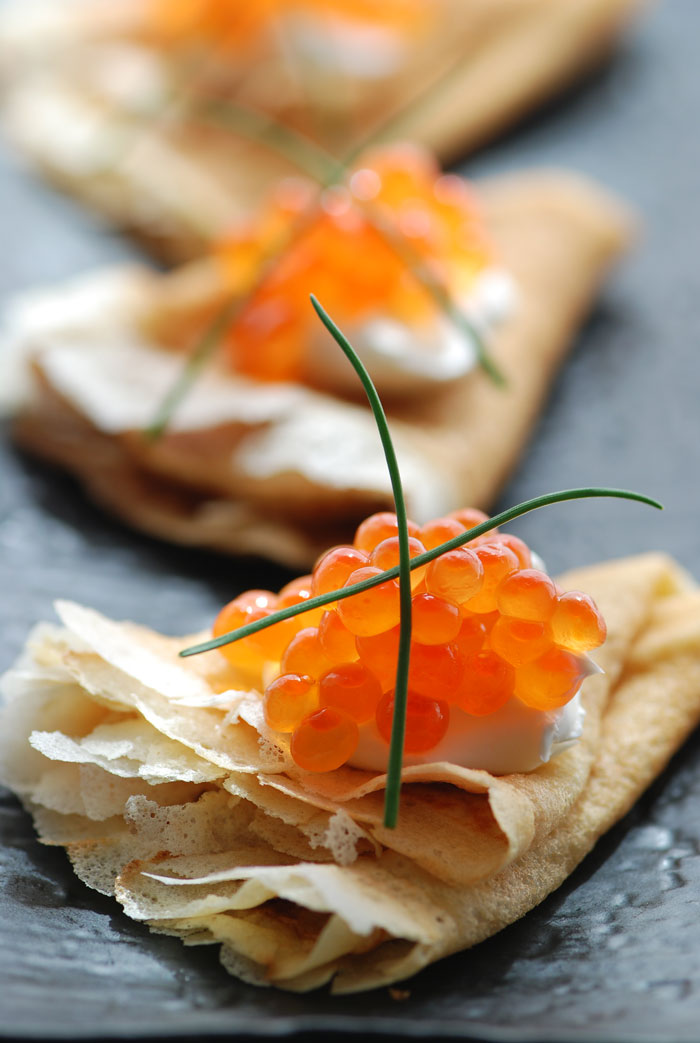
Blinis aux œufs de saumon, crème aigre et ciboulette : un plat typique slave.

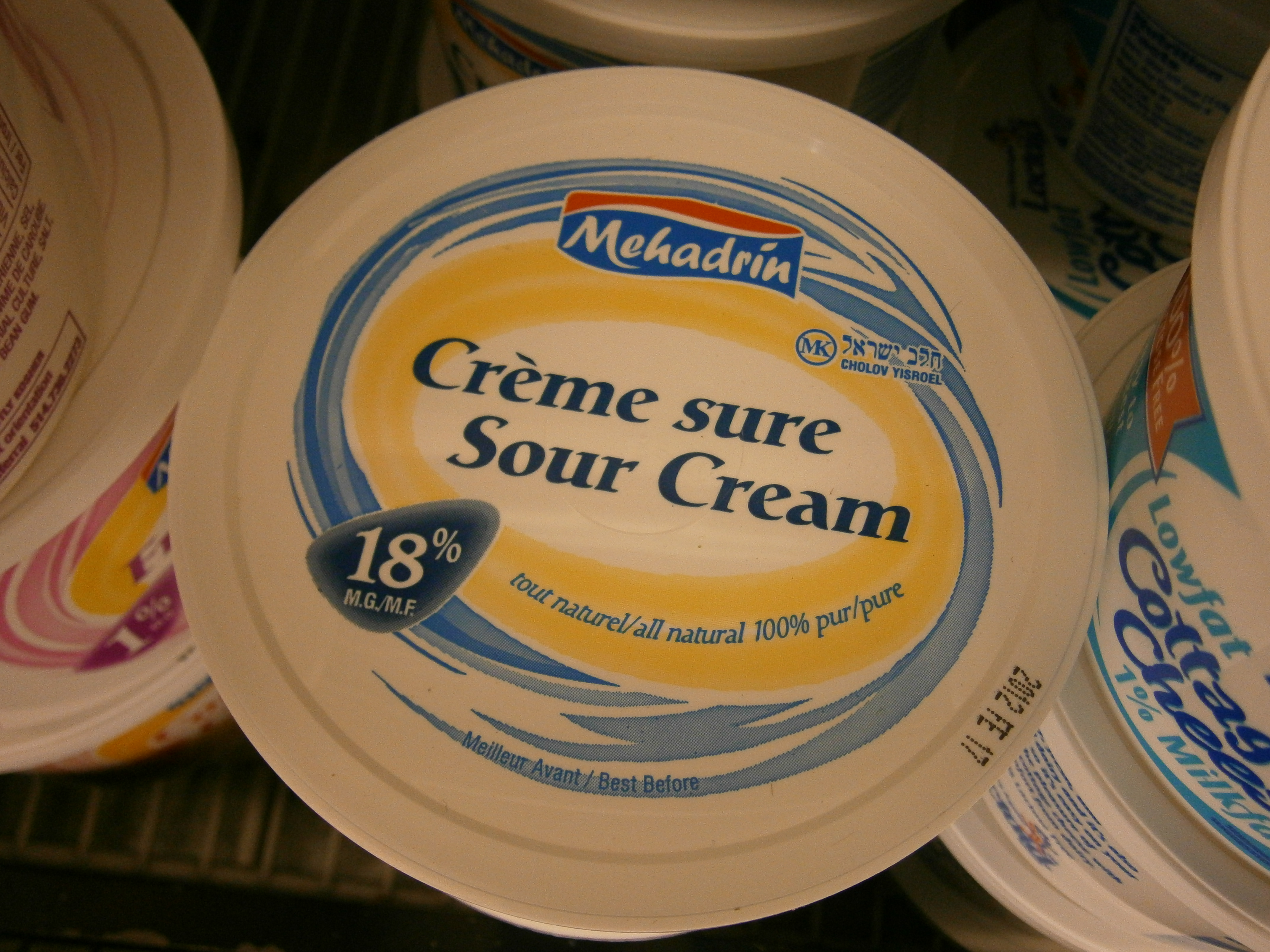
Un pot de crème sure commercialisé au Canada.

La crème aigre en France, la crème sure, au Canada francophone, la crème acidulée en Suisse romande, est un produit laitier riche en graisses, obtenu par la fermentation de la crème avec certaines bactéries produisant de l'acide lactique. La population microbiologique, de culture introduite après pasteurisation ou naturelle si la crème est laissée crue, aigrit et épaissit la crème.
Elle n’est que légèrement aigre, et doit son nom à l'acide lactique qu'elle contient.

## Variétés
La crème aigre, assez épaisse, comporte de 16 à 21 % de graisse et peut contenir divers ingrédients, dont la présure et d'autres enzymes, mais également de la gélatine pour la « crème aigre légère » inventée par l'industrie agroalimentaire. Cette dernière contient environ 40 % de moins de matière grasse que la crème aigre parce qu'elle est faite, entre autres, d'un mélange gélifié de lait et de crème.
La « crème aigre sans matière grasse » (qui n'est donc plus de la crème aigre) est épaissie avec des stabilisants et éléments épaississants, dont la fécule de maïs, la gélatine, la carraghénane, et la gomme de guar. Si elle provient de l'industrie agroalimentaire, la crème aigre avec conservateur peut être conservée au réfrigérateur pendant un mois après la date précisée sur le récipient.
Dans les cuisines d'Europe centrale et orientale, on trouve beaucoup d'usages d'une variante de crème aigre appelée par exemple kwaśna śmietana, en polonais, zakysaná smetana en tchèque ou сметана (smetana) en russe.

## Usage
Utilisée surtout dans la cuisine européenne et nord-américaine, la crème aigre est le plus souvent utilisée en tant que condiment. Usuellement, on la met, froide, sur des pommes de terre au four, qui sont ensuite parsemées de ciboulette.
Elle est à la base de plusieurs sauces pour salade, et peut également être un ingrédient de gâteaux, de biscuits et de scones. Il est très fréquemment utilisé dans la cuisine du Texas et du Sud-Ouest pour compléter les recettes locales naturellement épicées qui incorporent généralement des piments, comme les burritos et les nachos.